# Kráľovce-Krnišov
Kráľovce - Krnišov (hongrois : Hontkirályfalva) est un village de Slovaquie situé dans la région de Banská Bystrica.

## Histoire
La première mention écrite du village date de 1329.

## Démographie

### Évolution de la population
| Année:               | 1994. | 2004.    | 2014.   | 2024.    |
| -------------------- | ----- | -------- | ------- | -------- |
| Nombre de personnes: | 178   | 158      | 172     | 148      |
| Différence:          |       | -11,23 % | +8,86 % | -13,95 % |

| Année:               | 2023. | 2024. |
| -------------------- | ----- | ----- |
| Nombre de personnes: | 148   | 148   |
| Différence:          |       | +0 %  |